# Acanthurus leucocheilus
Acanthurus leucocheilus (Herre, 1927) è un pesce osseo marino appartenente alla famiglia Acanthuridae.

## Distribuzione e habitat
La specie è ampiamente distribuita nell'Indo-Pacifico tropicale tra le coste africane orientali a Tuvalu e alle Sporadi Equatoriali.
Vive nella parte esterna delle barriere coralline specie vicino alle cadute dove il fondo scende bruscamente verso le alte profondità. In Africa si riscontra anche su fondi rocciosi abbastanza profondi con scarso corallo.
Viene riportata una distribuzione batimetrica tra 3 e 40 metri di profondità, di solito non oltre i 30 metri.

## Descrizione
Questa specie, come gli altri Acanthurus, ha corpo ovale, compresso lateralmente. La bocca è piccola, posta su un muso sporgente; sul peduncolo caudale è presente una spina mobile molto tagliente. La pinna dorsale è unica e piuttosto lunga, di altezza uniforme. La pinna anale è simile ma più corta. La pinna caudale è lunata con lobi filiformi. Le scaglie sono molto piccole. La livrea è molto variabile. Generalmente è molto scura o nera con labbra chiare circondate da una fascia scura. Sul petto è presente una fascia chiara più o meno evidente. Una banda bianco azzurra è presente alla base della pinna caudale, talvolta l'intera pinna è bianca, che è di colore giallastro chiaro nei giovanili. La spina peduncolare è bianca. Le pinne pettorali hanno la parte terminale chiara. Il resto delle pinne hanno colore scuro.
La taglia massima nota è di 45 cm.

## Biologia

### Comportamento
Vive solitario o in piccoli gruppi.

### Alimentazione
Si ciba di alghe bentoniche e detrito.

## Pesca
Viene pescato, non frequentemente, per l'alimentazione umana.

## Acquariofilia
Si trova sul mercato dei pesci d'acquario a prezzi elevati.

## Conservazione
Si tratta di una specie poco comune un po' dappertutto. È oggetto di pesca per il consumo e per rifornire gli acquari ma in maniera non intensiva. Non sono note minacce per questa specie. La lista rossa IUCN la classifica come "a rischio minimo".